# Centro di colore

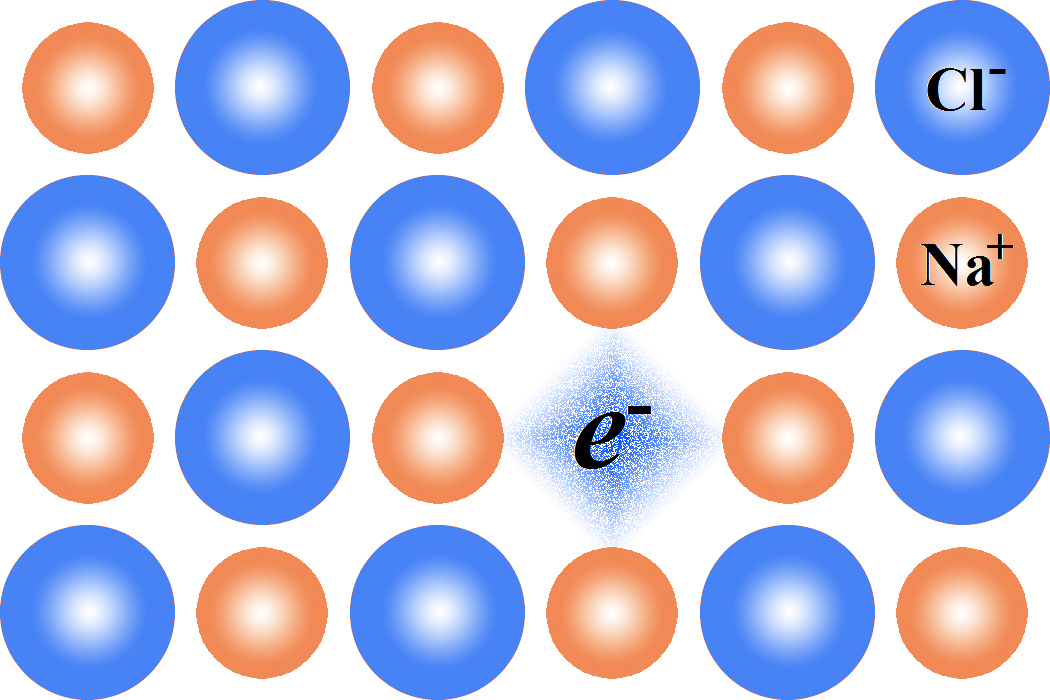
Centro di colore nel Cloruro di sodio

Un centro di colore è un tipo di difetto cristallografico in cui una vacanza anionica di un cristallo è riempita da uno o più elettroni, a seconda della carica dello ione mancante nel cristallo. Gli elettroni di questa vacanza tendono ad eccitarsi nello spettro visibile, in modo tale che un materiale normalmente trasparente diventa colorato.
I centri di colore sono spesso paramagnetici e si possono studiare con tecniche di risonanza paramagnetica elettronica.